# Бартолти-Великі
Бартолти-Великі (пол. Bartołty Wielkie, нім. Groß Bartelsdorf) — село в Польщі, у гміні Барчево Ольштинського повіту Вармінсько-Мазурського воєводства.
Населення — 281 особа (2011).

## Демографія
Демографічна структура станом на 31 березня 2011 року:
|          | Загалом | Допрацездатний вік | Працездатний вік | Постпрацездатний вік |
| -------- | ------- | ------------------ | ---------------- | -------------------- |
| Чоловіки | 146     | 26                 | 111              | 9                    |
| Жінки    | 135     | 25                 | 87               | 23                   |
| Разом    | 281     | 51                 | 198              | 32                   |